# Saitis marcusi
Saitis marcusi là một loài nhện trong họ Salticidae.
Loài này thuộc chi Saitis. Saitis marcusi được Ilka Maria Fernandes Soares & Hélio Ferraz de Almeida Camargo miêu tả năm 1948.